# Вищий ступінь
Ви́щий сту́пінь, або компарати́в (лат. comparativus — від comparo — «порівнюю») — граматична категорія прикметника й прислівника, яка позначає більший ступінь прояву ознаки (якості) порівняно з тією ж ознакою, позначеною звичайним ступенем; один із ступенів порівняння, поряд зі звичайним і найвищим.

## В українській мові

### Утворення
Вищий ступінь порівняння прикметників і прислівників в українській мові має дві форми: просту (синтетичну) й складену (аналітичну).
Проста форма утворюється від основи прикметника (прислівника) шляхом додання суфікса «-іш-» або «-ш-». Особливості чергування звуків:
- У першому разі (зі суфіксом «-іш-») основа залишається без змін: тугий — тугіший (туго — тугіше), різкий — різкіший (різко — різкіше), сухий — сухіший (сухо — сухіше), стрункий — стрункіший (струнко — стрункіше).
- У другому випадку (з використанням суфікса «-ш-») основа прикметника може зазнавати певних змін:

1. Суфікси «-к-», «-ок-», «-ек-» випадають: солодкий — солодший (солодко — солодше), короткий — коротший (короткий — коротше), тонкий — тонший (тонко — тонше), широкий — ширший (широко — ширше), глибокий — глибший (глибоко — глибше), далекий — дальший (далеко — дальше);
2. Приголосні «г», «з», «ж» разом із суфіксом -ш- утворюють звукосполучення «-жч-». Існує сім таких прикметників і стільки ж прислівників: важкий — важчий (важко — важче), тяжкий — тяжчий (тяжко — тяжче), близький — ближчий (близько — ближче), низький — нижчий, вузький — вужчий, дужий — дужчий, дорогий — дорожчий (дорого — дорожче). Ці зміни зберігаються і в похідних словах (дужчати, ближчати, подорожчання);
3. У двох прикметниках і двох прислівниках ці зміни не відбуваються: легкий — легший (легко — легше), довгий — довший (довго — довше);
4. Приголосний «с» разом із суфіксом -ш- зливається в звук «-щ-». Таких прикметників і прислівників три: високий — вищий (високо — вище), товстий — товщий (товсто — товще), красивий — кращий (красиво — краще). Паралельно з формами товщий, товще існують товстіший, товстіше. Звук «щ» зберігається і в похідних словах (покращити, потовщення);
5. Приголосні «т», «д» перед «-ш-» вимовляються як «ч», «дж», але на письмі ця зміна не відбивається: короткий — коротший [корочший], багатий — багатший [багачший], молодий — молодший [молоджший], гладкий — гладший [гладжший] (аналогічно й у прислівниках).

- Основа прикметника і прислівника може залишатися без змін: м'який — м'якший, дешевий — дешевший, здоровий — здоровший.
- Вищий ступінь певних прикметників (прислівників) утворюється від інших основ. До них належать прикметники добрий, хороший — кращий, ліпший; гарний — кращий; поганий — гірший; великий — більший; малий — менший; прислівники добре, хороше — краще, ліпше; гарно — краще; погано — гірше; багато — більш; мало — менш.
- Деякі прикметники й прислівники можуть мати паралельні форми вищого ступеня порівняння — як із суфіксом «-іш-» і зі суфіксом «-ш-». Ці форми часто дещо різняться за семантикою. Наприклад, старіший (йдеться про вік) і старший (йдеться про становище), багатіший (йдеться про матеріальні цінності) і багатший (у переносному значенні; йдеться про зміст), здоровіший (йдеться про стан здоров'я й про розміри) і здоровший (йдеться лише про здоров'я), товстіший (йдеться лише про осіб) і товщий (йдеться про предмети, речі).

Складена форма вживається переважно в науковому й офіційно-діловому стилях. Також її рекомендують вживати у разі, якщо прикметник має понад три склади (вимогливий, моторошний, світлочутливий). Вона утворюється вживанням вищого ступеня прислівників «багато», «мало» — «більш», «менш» зі звичайним ступенем якісного прикметника або прислівника: більш світлочутливий, менш яскравий, більш вимогливо, менш конструктивно.

### Правила вживання і побудови вищого ступеня
- Прикметники вищого ступеня вживаються зі словами «за», «від», «ніж», «як», «проти»: «Воля дорожча за життя». «Морська миля майже вдвічі довша від кілометра». «Алюміній більш поширений у природі, ніж залізо». Безприйменникова порівняльна конструкція з родовим відмінком в українському літературному мовленні вважається помилковою (вона прийнята в російській мові). Отже, правильніше не «хрін редьки не солодший», а «хрін від редьки (за редьку) не солодший»[3][4].
- Не можна заміняти сполучник «ніж» («аніж») сполучником «чим»: за аналогією з відповідною російською конструкцією. Так, речення «я знаю українську краще, чим російську» порушує українську мовну норму (пор. рос. знаю лучше, чем...). Правильно «краще, ніж російську».
- Проста і складена форми не можуть вживатися разом. Тому помилковими є речення на зразок: більш ймовірніша подія, більш простіший варіант, менш проблематичніший спосіб. Правильно казати ймовірніша подія, простіший варіант, менш проблематичний спосіб[4][3].
- Вищий ступінь порівняння (як і найвищий) мають лише якісні прикметники. Відносні й присвійні прикметники не ступенюються (форми залізніший, більш залізний, більш дерев'яний, нескінченніший, більш овечий, більш батьківський неможливі).
- Якісні прикметники можуть не мати ступенів порівняння. Це буває тоді, коли вони самі вказують уже на певну міру якості: премудрий («дуже мудрий»), завеликий («надто великий»), старезний («надзвичайно старий»), холоднуватий («трохи холодний»), тихесенький («дуже тихий»).
- Не ступенюються ті якісні прикметники, що позначають безвимірну ознаку (босий, сліпий, гнідий, чалий, фіолетовий).
- Не утворюються ступені порівняння і від якісних складних прикметників (світло-зелений, кисло-солодкий, чорноволосий) тощо.

### Інше
- У поодиноких випадках вищий ступінь може вживатися в значенні найвищого. Найпоширенішим подібним випадком є сполучення «вища освіта» («вищий навчальний заклад», «вища школа», «виш»). У цьому випадку йдеться про найвищий ступінь освіти — понад середній й початковий. Інші приклади: «вища математика», «вища нервова діяльність», «вищі рослини», «вищий пілотаж»[2].